# 카자흐스탄의 로마 가톨릭 교구 목록
카자흐스탄의 로마 가톨릭 교구는 1개 관구에 1개 관구장좌 대교구와 2개 일반교구 1개 교화좌관리구로 구성된다

## 교구

### 아스타나의 마리모스트홀리 관구 (Province of Mary Most Holy in Astana)
- 아스타나의 마리모스트홀리 관구장좌 대교구(Archdiocese of Mary Most Holy in Astana)
  - 카라간다 교구 (Diocese of Karaganda)
  - 알마티의 모스트 홀리 트리니티 교구(Diocese of Most Holy Trinity in Almaty)
  - 아티라우 대리구( Apostolic Administration of Atyrau)